# Acheilognathus meridianus
Acheilognathus meridianus är en fiskart som först beskrevs av Wu, 1939.  Acheilognathus meridianus ingår i släktet Acheilognathus och familjen karpfiskar. IUCN kategoriserar arten globalt som otillräckligt studerad. Inga underarter finns listade i Catalogue of Life.